# سيد يونغ
سيد يونغ (بالإنجليزية: Syd Young)‏ هو لاعب كرة قدم أسترالية أسترالي، ولد في 3 مارس 1918، وتوفي في 15 يونيو 2013.

## وصلات خارجية
- سيد يونغ على موقع AustralianFootball.com (الإنجليزية)
- سيد يونغ على موقع AFLtables.com (الإنجليزية)